# Benjamin St-Juste
Benjamin St-Juste (Montreal, 8 settembre 1997) è un giocatore di football americano canadese che milita nel ruolo di cornerback per il Washington Football Team della National Football League (NFL).

## Carriera
St-Juste fu scelto nel corso del terzo giro (74º assoluto) nel Draft NFL 2021 dal Washington Football Team. Debuttò come professionista subentrando nella gara del primo turno contro i Los Angeles Chargers mettendo a segno 4 placcaggi ma concedendo anche 6 ricezioni agli avversari. Il 2 dicembre fu inserito in lista infortunati, chiudendo la sua stagione da rookie con 26 tackle e 3 passaggi deviati in 9 presenze, 3 delle quali come titolare.